# Siemianówka (Polska)
Siemianówka (biał. Семяноўка) – wieś w Polsce, położona w województwie podlaskim, w powiecie hajnowskim, w gminie Narewka. Leży nad Zalewem Siemianówka.
W latach 1975–1998 wieś administracyjnie należała do województwa białostockiego.
Koło wsi znajduje się duża kolejowa stacja przeładunkowa z siedzibą przejścia granicznego Siemianówka-Swisłocz. Wieś ma następujący układ: składa się z trzech części ustawionych do siebie pod kątem prostym.
W Siemanówce znajdują się dwie murowane cerkwie prawosławne – parafialna św. Jerzego z XVIII w. oraz św. Pantelejmona na cmentarzu prawosławnym. Natomiast wierni kościoła rzymskokatolickiego należą do parafii św. Jana Chrzciciela w Narewce.
Większość mieszkańców stanowią polscy Białorusini i wyznawcy prawosławia, a miejscowa gwara języka białoruskiego (pa-tutejšamu) jest mową codziennej komunikacji starszego i średniego pokolenia.

## Integralne części wsi
| SIMC    | Nazwa          | Rodzaj    |
| ------- | -------------- | --------- |
| 0037210 | Chomińszczyzna | kolonia   |
| 0037173 | Maruszka       | część wsi |
| 0037180 | Osowe          | część wsi |
| 0037227 | Pręty          | kolonia   |
| 0037196 | Prorez         | część wsi |
| 0037204 | Usadźba        | część wsi |

## Historia

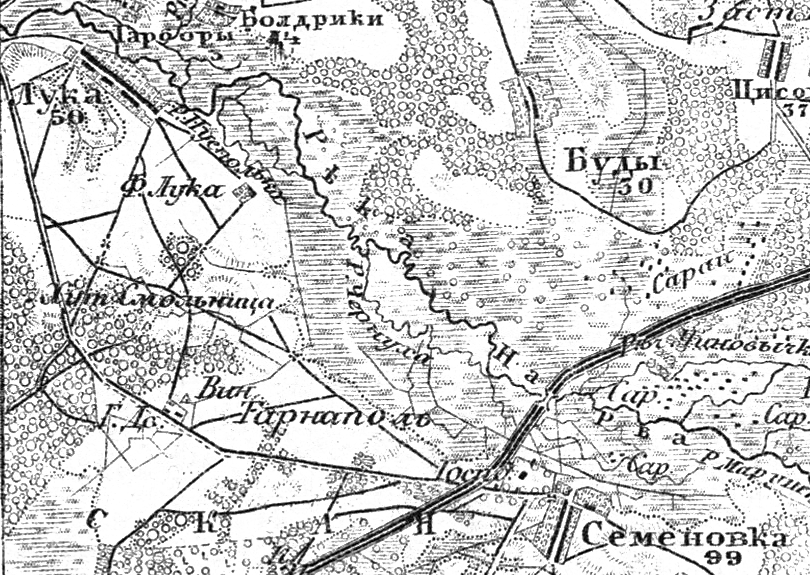
Wieś Siemianówka (oznaczona jako Семеновка) na starej rosyjskojęzycznej mapie.

Siemianówka, zwana aż do II wojny światowej Siemionówką, została założona przed 1634 w dobrach kniaziów Massalskich, na obszarze leżącym w widłach Narewki i Narwi, tzw. Puszczy Narewka. Puszcza ta stanowiła część nadanej Massalskim w XVI wieku Puszczy Wolpiańskiej, zwanej później Jałowską.

## Zabytki
- parafialna cerkiew prawosławna pod wezwaniem św. Jerzego, 4 ćw. XVIII, nr rej.:311 z 27.11.1966[8].

## Urodzeni w Siemianówce
- Włodzimierz Trusiewicz – duchowny prawosławny, wieloletni wykładowca Prawosławnego Seminarium Duchownego w Warszawie